# Pan-Amerikanische Beachhandball-Meisterschaften 1998

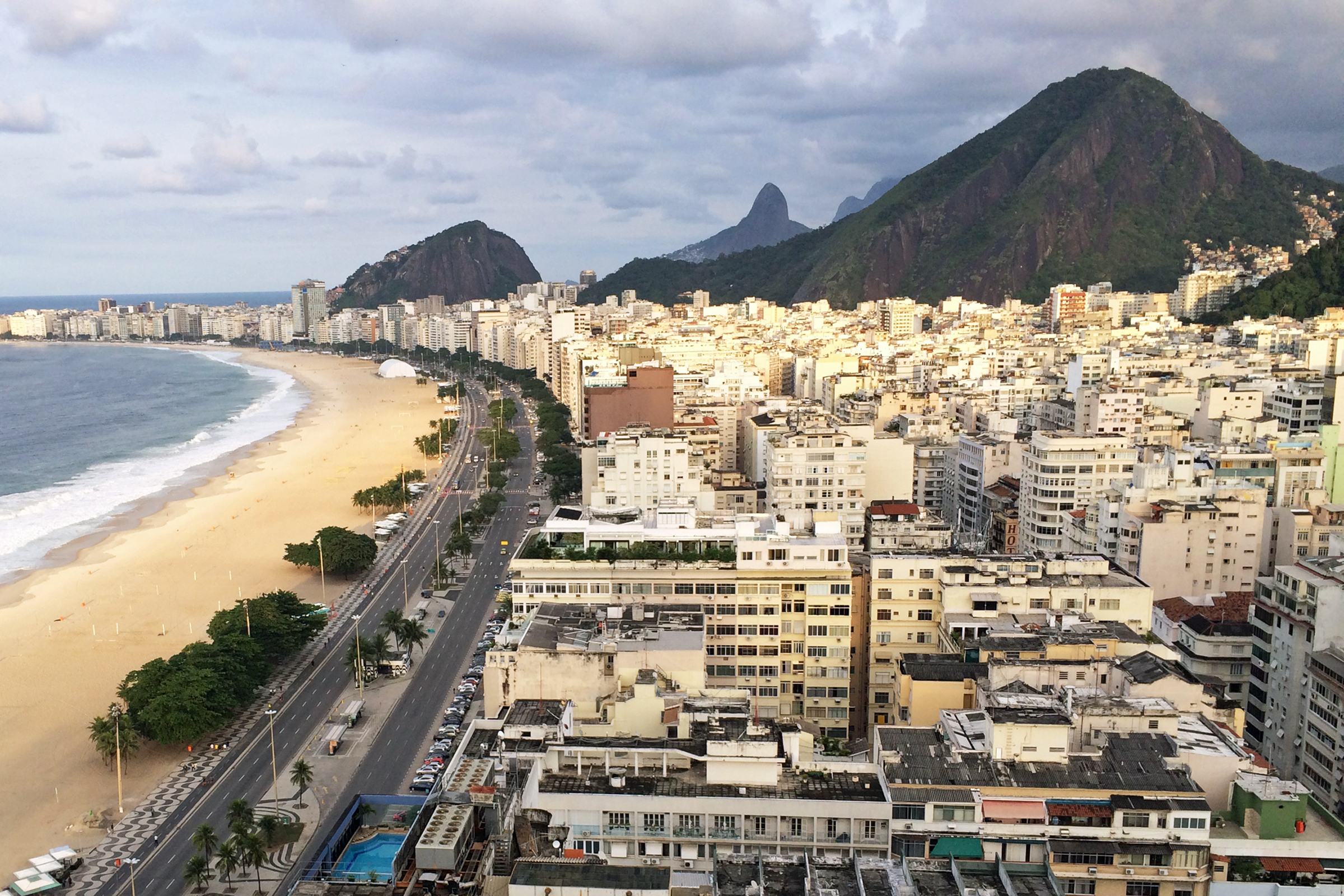
Copacaba de Rio de Janeiro

Die Pan-Amerikanischen Beachhandball-Meisterschaften 1998 (spanisch Campeonato Panamericano de Balonmano Playa 1998 beziehungsweise portugiesisch Pan Americanos de Beach Handball 1998) waren die erste Austragung der kontinentalen Meisterschaft der Amerikas im Beachhandball. Sie wurde von der Pan-American Team Handball Federation (PATHF) veranstaltet und fand an der Copacabana in Rio de Janeiro, Brasilien statt.
Die Pan-Amerikanischen Beachhandball-Meisterschaften 1998 waren die erste internationale Meisterschaft für Nationalmannschaften überhaupt auf der Welt. Nach dem ersten offiziellen Spiel in der Sportart 1992 auf der Isola di Ponza in Italien und einem ersten Turnier verschiedener Mannschaften in Rom 1993 verbreitete sich die junge Sportart überaus schnell in viele Länder. 1995 gab es in Rio de Janeiro, Brasilien ein erstes Turnier für Nationalmannschaften. Die rasante Entwicklung gipfelte in diesem ersten Turnier, bei dem allerdings erst einmal nur ein Turnier für Männer ausgetragen wurde. In Rio de Janeiro gingen sechs Mannschaften an den Start. Die Hälfte kamen aus Südamerika, zwei Länder kamen aus Nordamerika, eines aus der Karibik. Aus Mittelamerika startete kein Land. Für Kuba blieb es der einzige Start im Beachhandball überhaupt. Brasilien begann mit seiner Siegesserie, die bis zur Teilung des Wettbewerbes 2018 nach Neugründung zweier regional geteilter Verbände in die Nor.Ca. Beach Handball Championship sowie die Süd- und Mittelamerikanische Beachhandballmeisterschaften nur einmal unterbrochen wurde, als die 2016 nach Turnierverschiebungen aus Termingründen nicht teilnehmen konnten.
| 1998 Details | Rio de Janeiro, Brasilien | Brasilien | ? | Kuba | Argentinien | ? | Vereinigte Staaten |

## Platzierungen der Mannschaften
| Nation             | Männer |
| ------------------ | ------ |
| Argentinien        | 3      |
| Brasilien          | 1      |
| Kanada             | 6      |
| Kuba               | 2      |
| Uruguay            | 5      |
| Vereinigte Staaten | 4      |
| Teilnehmerzahl     | 6      |

| Legende | Legende | Legende | Legende              |
| ------- | ------- | ------- | -------------------- |
| 1       | 2       | 3       | Podest-Platzierungen |
| 4       | 4       | 4       | Halbfinalist         |